# Zaporizjzja
Zaporizjzja (ukrainsk: Запоріжжя, tr. Zaporizjzjja, russisk: Запорожье tr. Zaporozjje), også kendt som Saporosje, er en by i Ukraine. Byen er administrativt center i Zaporizjzja oblast og ligger ved floden Dnepr cirka 70 kilometer fra Dnipro. Zaporizjzja er landets sjettestørste by og har 710.052 (2022) indbyggere.
Zaporizjzja er en vigtig industriby og huser flere vigtige industrikoncerner. Blandt disse er vandkraftanlægget Dneproges, bilproducenten ZAZ og motorfabrikken Motor Sich.
Byen blev grundlagt som fæstningsby i 1770 med navnet Aleksandrovsk. Byen fik sit nuværende navn i 1921.

## Venskabsbyer
- Linz, Østrig, siden 1983
- Oberhausen, Tyskland, siden 1986
- Belfort, Frankrig
- Lahti, Finland
- Novokusnetsk, Rusland
- Magdeburg, Tyskland, siden 2008